# Министерство обороны Республики Армения
Министерство обороны Республики Армения (арм. Հայաստանի Հանրապետության Պաշտպանության Նախարարություն) — ведомство при Правительстве Республики Армения, являющееся центральным исполнительным органом, осуществляющим государственную политику в сфере обороны, а также руководство Вооружёнными силами Республики Армения.

## История создания
5 декабря 1991 года решением Правительства Республики Армения был создан Государственный комитет по обороне при Совете Министров. Первым руководителем данного ведомства был назначен Саргсян Вазген.
28 января 1992 года, Правительством Армении было принято постановление «О Министерстве обороны Республики Армения», которое явилось фактически переименованием созданного ранее Государственного комитета по обороне. Первым министром обороны Армении был назначен Саргсян Вазген. В подчинение вновь образованного министерства были переданы переданы патрульно-постовой полк милиции и оперативный полк особого назначения МВД Армении, полк гражданской обороны Штаба гражданской обороны Республики Армения и республиканский военный комиссариат.
Следующим шагом стало создание центрального аппарата Министерства обороны, включавшие в себя Главный Штаб и управления. В мае 1992 года Министерство обороны осуществило первый призыв военнослужащих срочной службы на территории республики.
Фактически становление военного ведомства Армении на ранних этапах совпало с началом масштабных боевых действий на территории Нагорного Карабаха, в которых активно участвовали Вооружённые силы Армении.
Министерство обороны Армении непосредственно участвовало в управлении армянскими войсками на территории Нагорного Карабаха и формирований Сил самообороны Нагорно-Карабахской Республики, решало вопросы по их снабжению, разрабатывало планы боевых действий.
По окончании боевых действий в начале 1994 года, военное ведомство Армении приступило к процессу военного строительства.
За годы независимости Министерство обороны сумело организовать полноценное функционирование военных объектов, подготовку кадров для вооружённых сил, обеспечило необходимые условия для боевой подготовки войск, укрепило воинскую дисциплину и привела к оптимальному уровню организационно-штатную структуру вооружённых сил.

## Руководство
В период с 1992 года сменилось десять глав Министерства обороны Республики Армения. Из них четверо являлись кадровыми военными.
15 ноября 2021 года на должность министра обороны был назначен Сурен Папикян.

## Функции Министерства обороны
Согласно Военной доктрине Республики Армения в функции Министерства обороны входят:
- разработки и реализация оборонной политики;
- призыв в Вооружённые Силы;
- составление оборонного бюджета;
- организация централизованного обеспечения Вооружённых Сил.

## Генеральный штаб
В тексте Военной доктрины Республики Армения Генеральный штаб вооружённых сил именуется Главным штабом.
Согласно Военной доктрине Республики Армения в функции Главного Штаба Вооружённых Сил входят:
- целостное оперативное управление войсками, включая боевые подразделения и подразделения тылового обеспечения,
- разработка планов боевого применения Вооружённых Сил,
- планирование и координация деятельности в мирное время всех видов сил — Пограничных войск, Войск Полиции и других вооружённых подразделений.

На данный момент Генеральный штаб Вооружённых Сил Республики Армения возглавляет генерал-лейтенант Артак Давтян.
В структуру Генерального (Главного) штаба входят следующие управления:
- Административный аппарат;
- Оперативное управление;
- Управление разведки;
- Управление ракетных войск и артиллерии;
- Управление авиации;
- Управление войск противовоздушной обороны;
- Управление связи и автоматических систем управления;
- Управление инженерных войск;
- Управление радиационной, химической, биологической защиты;
- Управление вооружения;
- Управление тыла;
- Управление боевой подготовки;
- Организационно-мобилизационное управление;
- Управление службы войск и обеспечения безопасности воинской службы;
- Управление по работе с личным составом;
- Управление стратегического планирования;
- Военный комиссариат Республики Армения;
- Военно-медицинское управление;
- Финансовое управление;
- Управление кадров.

Кроме управлений в Генеральном штабе имеются следующие отделы:
- Отдел радиоэлектронной борьбы;
- Отдел военных коммуникаций;
- Военно-топографический отдел;
- Отдел шифрования данных и обеспечения режима секретности;
- Отдел стандартизации и метрологии;
- Военно-оркестровый отдел.

## Интересный факт
Трое из восьми Министров обороны Армении являются обладателями фамилии Саргсян.